# 에이미 탄

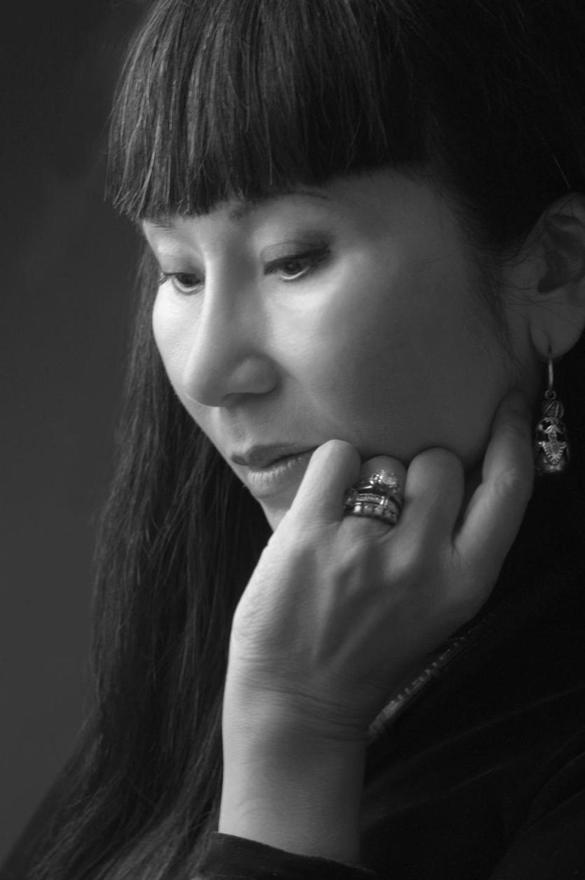

에이미 탄(Amy Tan, 본명: 에이미 루스 탄, Amy Ruth Tan, 1952년 2월 19일 ~ )은 1993년 영화 조이 럭 클럽으로 각색된 소설 The Joy Luck Club(1989)로 가장 잘 알려진 미국 작가이다. 다른 소설, 단편 소설집, 동화책, 회고록으로도 유명하다.
탄은 국가 인문학 메달, 칼 샌드버그 문학상, 공로로 인한 공동자산상 등 문학 문화에 대한 공헌을 인정받아 수많은 상을 받았다.
탄은 The Kitchen God's Wife(1991), The Hundred Secret Senses(1995), The Bonesetter's Daughter(2001), Saving Fish from Drowning(2005), The Valley of Amazement(2013) 등 여러 소설을 썼다. 탄은 또한 두 권의 아동 도서를 집필했다. The Moon Lady(1992)와 The Chinese Siamese Cat(1994)은 PBS에서 방영된 애니메이션 시리즈로 제작되었다. 탄의 최신 저서는 들새 관찰과 2016년 사회정치적 기후에 대한 그녀의 경험을 설명하는 The Backyard Bird Chronicles(2024)이다.